# Јанусова глава
Јанусова глава немачки је црно-бели неми хорор филм из 1920. године, редитеља Ф. В. Мурнауа, са Конрадом Вајтом, Белом Лугосијем, Магнусом Штифтером и Маргарет Шлегел у главним улогама. Сценарио је написан по роману Роберта Луиса Стивенсона, Необични случај доктора Џекила и господина Хајда.
Филм је сниман у фебруару или марту 1920, под радним насловом Терор. Премијерно је приказан 26. августа 1920, у Берлину, са поднасловом Трагедија на ивици реалности. Иако је филм својевремено био веома гледан и добио је бројна признања критичара, данас се сматра изгубљеним.

## Радња
Сценарио филма је сачуван до данашњег дана. У њему се говори о доктору Џекилу који води повучен живот у Лондону. Он у антикварници купује бисту са два лица, једним прелепим и другим ужасним. Биста постаје Џекилова опсесија. Он покуша да је прода на аукцији, али је поново откупљује...

## Улоге
| Глумац          | Улога                                                  |
| --------------- | ------------------------------------------------------ |
| Конрад Вајт     | др Џекил / др Ворен и господин Хајд / господин О'Конор |
| Бела Лугоси     | батлер доктора Џекила                                  |
| Магнус Штифтер  | пријатељ доктора Џекила                                |
| Маргарет Шлегел | Грејс / Џејн                                           |
| Маргарет Купфер | Џејн Лањон                                             |